# Длуголенка (Свентокшиське воєводство)
Длуголенка (пол. Długołęka) — село в Польщі, у гміні Осек Сташовського повіту Свентокшиського воєводства.
Населення — 339 осіб (2011).
У 1975-1998 роках село належало до Тарнобжезького воєводства.

## Демографія
Демографічна структура на день 31 березня 2011 року:
|          | Загалом | Допрацездатний вік | Працездатний вік | Постпрацездатний вік |
| -------- | ------- | ------------------ | ---------------- | -------------------- |
| Чоловіки | 153     | 31                 | 101              | 21                   |
| Жінки    | 186     | 47                 | 93               | 46                   |
| Разом    | 339     | 78                 | 194              | 67                   |